# 草津市
草津市（くさつし）は、滋賀県南東部に位置する市。県庁所在地の大津市に次ぐ、県下第2位の人口を有する都市である。
琵琶湖や山林の面積を除いた可住地面積人口密度は（3033.6人/km2、2017年10月）、人口集中地区 (DID) 人口密度は約7,090人/km2 となり、大津市とほぼ同じである。

## 概要

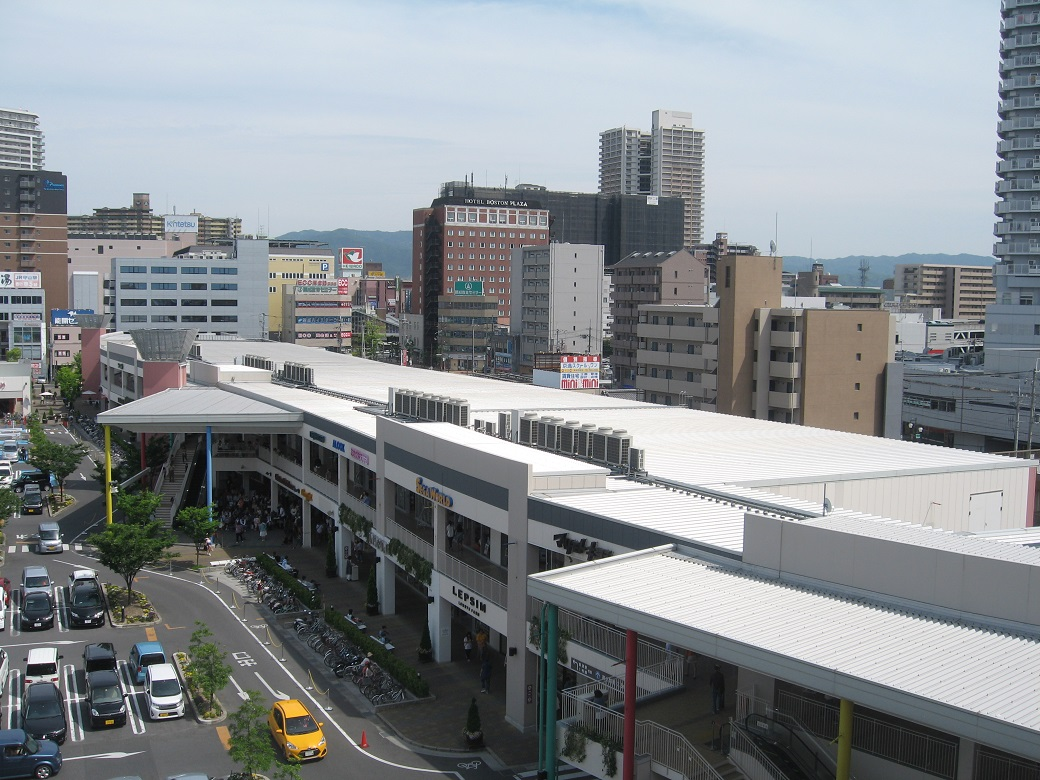
A-SQUAREから草津駅西口を望む。当駅周辺には商業施設、ホテル、オフィス、マンションなどが集中している。

関ヶ原以前は東海道と東山道の分岐合流点、江戸時代には東海道と中山道の分岐合流点の宿場町（草津宿）であった、近年はJR東海道線（琵琶湖線）・草津線、国道1号・名神高速道路・新名神高速道路など日本を東西に結ぶ交通網を有しており、特に紀伊半島・東海道ルート（亀山・伊勢・新宮・名古屋・浜松・東京・いわき方面）と琵琶湖-若狭湾岸・東山道ルート（米原・敦賀・岐阜・塩尻・高崎・郡山方面）の分岐点となる交通の要衝である。草津より東進すると、東海道ルートと東山道ルートの合流点は岩沼（竹駒神社所在地）になる。
なお、JRの駅別乗降客数の県内1位（草津駅）と2位（南草津駅）の駅は、いずれも当市域にある。JR西日本の新快速で草津駅 - 京都駅間は21分、草津駅 - 大阪駅間は51分とアクセスしやすい距離にあり、京都・大阪両都市のベッドタウン・衛星都市として人口が増加している。そのため京都府・大阪府に通勤通学するいわゆる「滋賀府民」も多い。特に立命館大学びわこ・くさつキャンパス（BKC）が最寄りの南草津駅は1994年開業と比較的新しい駅ではあるが、現在は駅周辺はマンションが立ち並び、利用者数は県内1位になるほど発展している新しい街である（2020年度以降は利用者数県内2位）。なお、南草津駅西口付近には新興住宅地の南草津プリムタウンが整備された。2020年に大津市の西武大津店が閉店したため、草津駅前の近鉄百貨店草津店が県内唯一の百貨店となった。
県庁所在地である大津市は京都市と距離があまりにも近いため、大企業の滋賀県における拠点（支店・営業所）が、大津市ではなく当市に置かれることも多い。
国土交通省による都市圏の概念では、「京都都市圏」と定義する区域に含まれているが、その中でも当市は第2次産業の集積を要因とした求心力が強い都市とされている。なお、2010年度国勢調査によると当市の昼夜間人口比率は109と、100を上回っている。また2012年の経済センサスによると、2011年の人口当たり年間小売販売額は1,209千円と高く、当市は滋賀県湖南地域における商業の中心的都市となっている。
同地名の温泉（草津温泉）で有名な草津町（群馬県吾妻郡）とは、1997年9月8日から友好都市提携を結んでいる。なお、草津市にも（滋賀の）草津温泉があったが2016年6月29日の営業をもって廃業した。同温泉は1925年に創業した温泉施設であり、かつては宿泊施設を併設していた。

## 地理

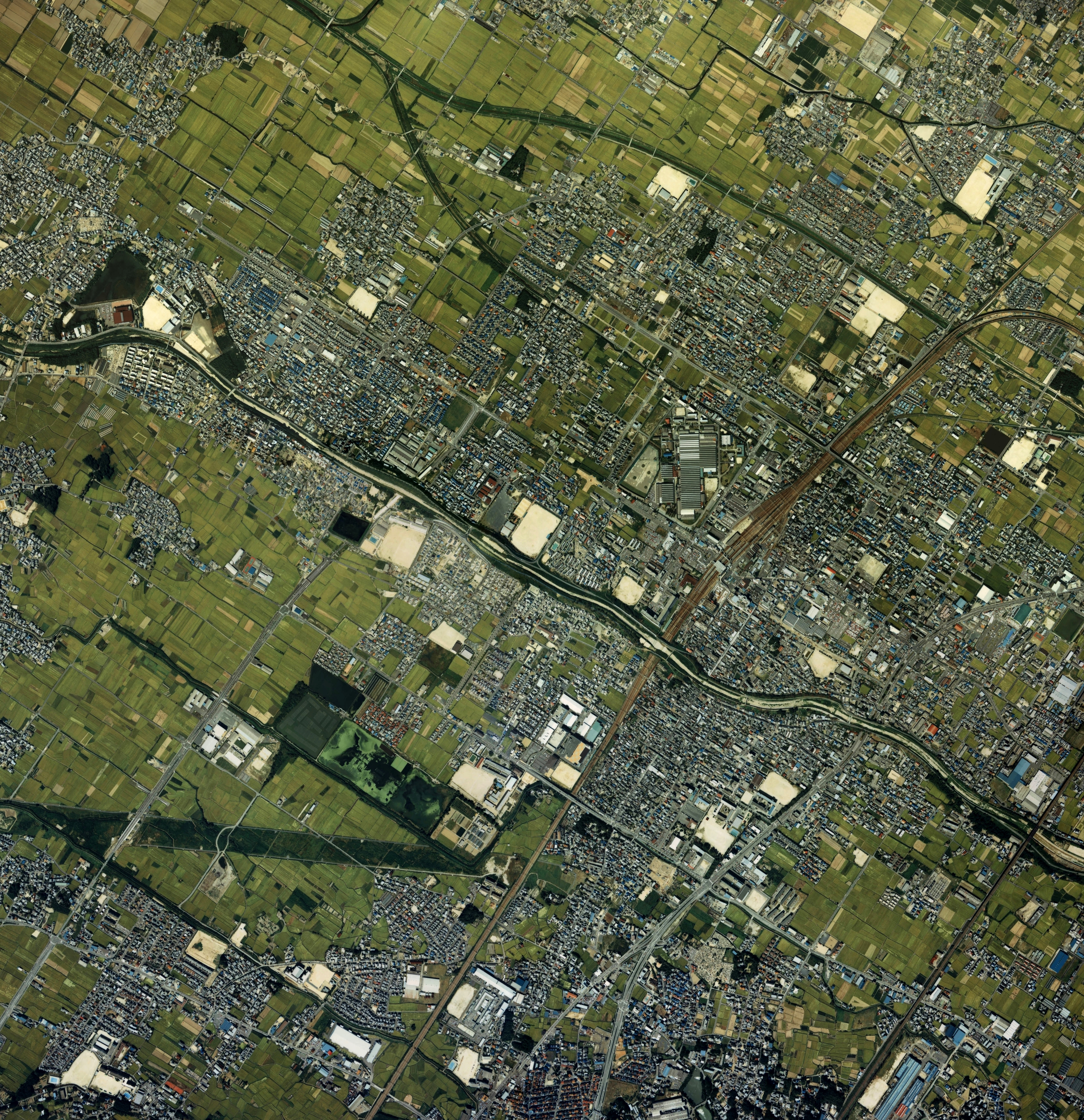
草津市中心部周辺の空中写真。市街地中央を旧草津川（現在は廃川）が南東から北西方向へ流れる。画像左下方に見える緑色のベルト地帯は現草津川放水路予定用地である。1987年撮影の6枚を合成作成。。

### 地形

#### 河川
主な川
- 草津川（旧草津川・草津川）

草津川は代表的な天井川で、治水事業として中流域（金勝川合流点）から南寄りに草津川放水路（草津川）が開削され、2002年に旧河道は合流点から廃川となった。
草津川放水路は、廃川になった時点で草津川と名称を替え、管轄も国土交通省から滋賀県に移管されている。旧草津川と呼ばれるようになった旧河道跡は、築堤の一部を生かして草津川跡地公園として部分的に整備が進められている。JR東海道線（琵琶湖線）や旧中山道などは今なお築堤をトンネルで抜けており、現存する数少ない遺産となっている。

#### 湖沼
主な湖
- 琵琶湖

主な池
- 志津池

#### 湖岸
主な半島
- 烏丸半島

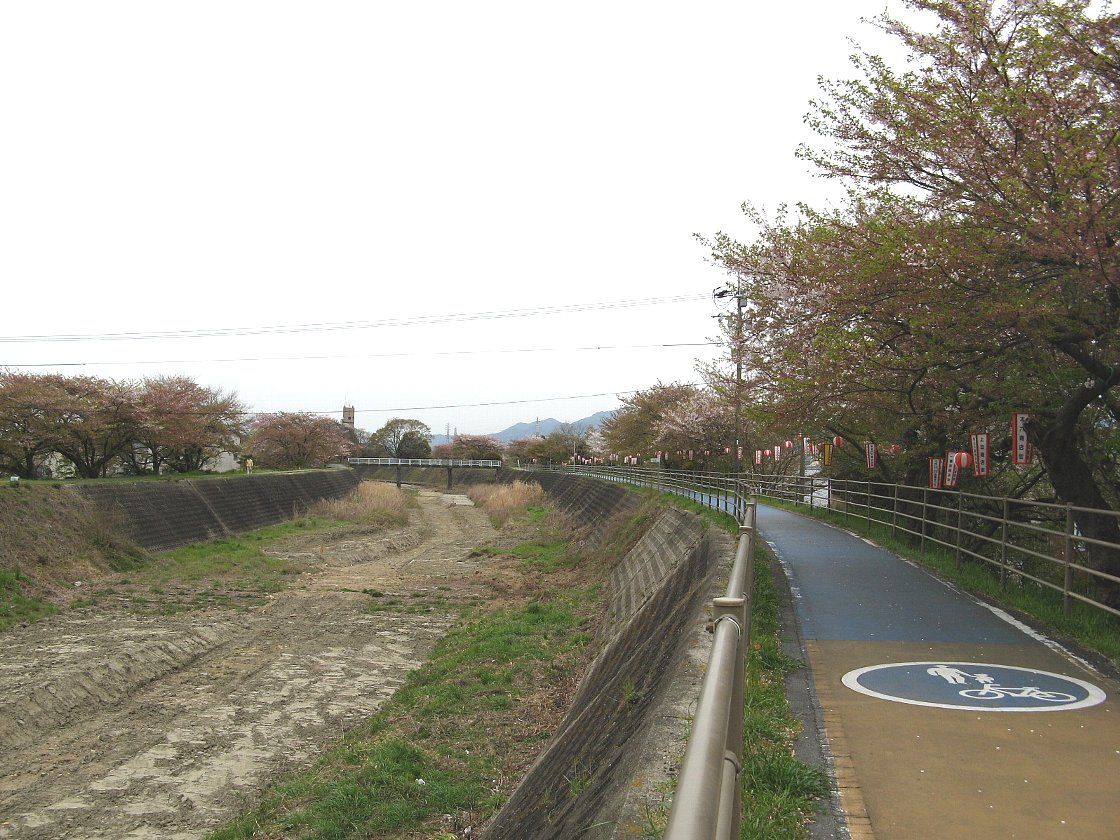
旧草津川跡
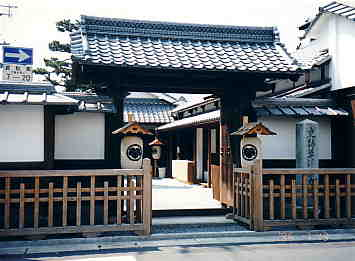
草津宿本陣
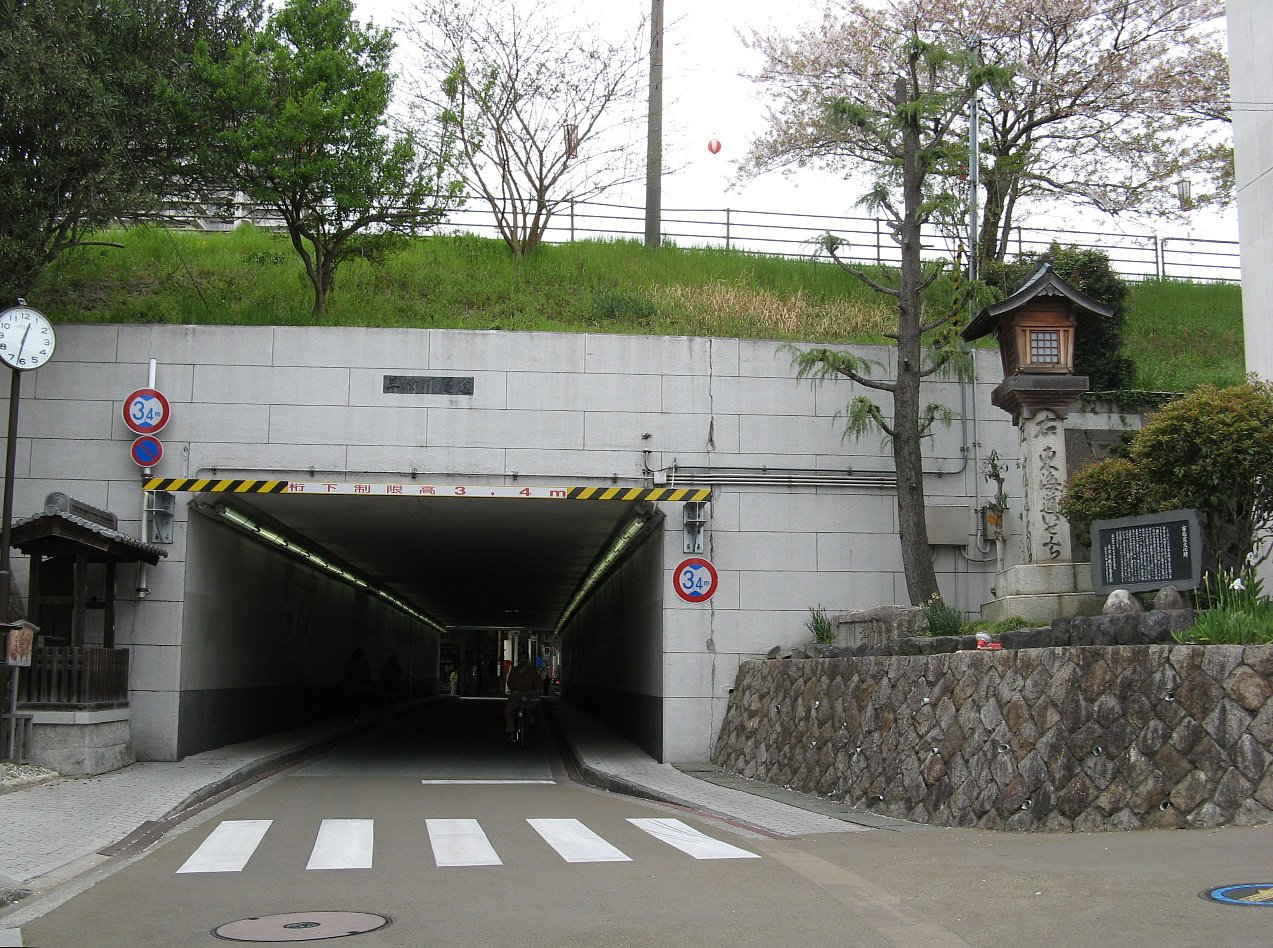
東海道と中山道の分岐点。右折するのが東海道、直進するのが中山道

### 人口
2010年国勢調査より前回調査からの人口増減をみると、8.00％増の130,854人である。増減率は県下19市町村でもっとも増加率が高い。
| |                                        |  |
| 草津市と全国の年齢別人口分布（2005年） | 草津市の年齢・男女別人口分布（2005年） |  |
| ■紫色 ― 草津市 ■緑色 ― 日本全国 | ■青色 ― 男性 ■赤色 ― 女性              |  |
| 草津市（に相当する地域）の人口の推移 \| 1970年（昭和45年） \| 46,409人 \| \| \| 1975年（昭和50年） \| 64,873人 \| \| \| 1980年（昭和55年） \| 77,012人 \| \| \| 1985年（昭和60年） \| 87,542人 \| \| \| 1990年（平成2年） \| 94,767人 \| \| \| 1995年（平成7年） \| 101,828人 \| \| \| 2000年（平成12年） \| 115,455人 \| \| \| 2005年（平成17年） \| 121,159人 \| \| \| 2010年（平成22年） \| 130,874人 \| \| \| 2015年（平成27年） \| 137,247人 \| \| \| 2020年（令和2年） \| 143,913人 \| \| |                                        |  |
| 総務省統計局 国勢調査より |                                        |  |
| 1970年（昭和45年） | 46,409人                               |  |
| 1975年（昭和50年） | 64,873人                               |  |
| 1980年（昭和55年） | 77,012人                               |  |
| 1985年（昭和60年） | 87,542人                               |  |
| 1990年（平成2年） | 94,767人                               |  |
| 1995年（平成7年） | 101,828人                              |  |
| 2000年（平成12年） | 115,455人                              |  |
| 2005年（平成17年） | 121,159人                              |  |
| 2010年（平成22年） | 130,874人                              |  |
| 2015年（平成27年） | 137,247人                              |  |
| 2020年（令和2年） | 143,913人                              |  |

### 隣接自治体
滋賀県
- 守山市
- 栗東市
- 大津市

## 歴史

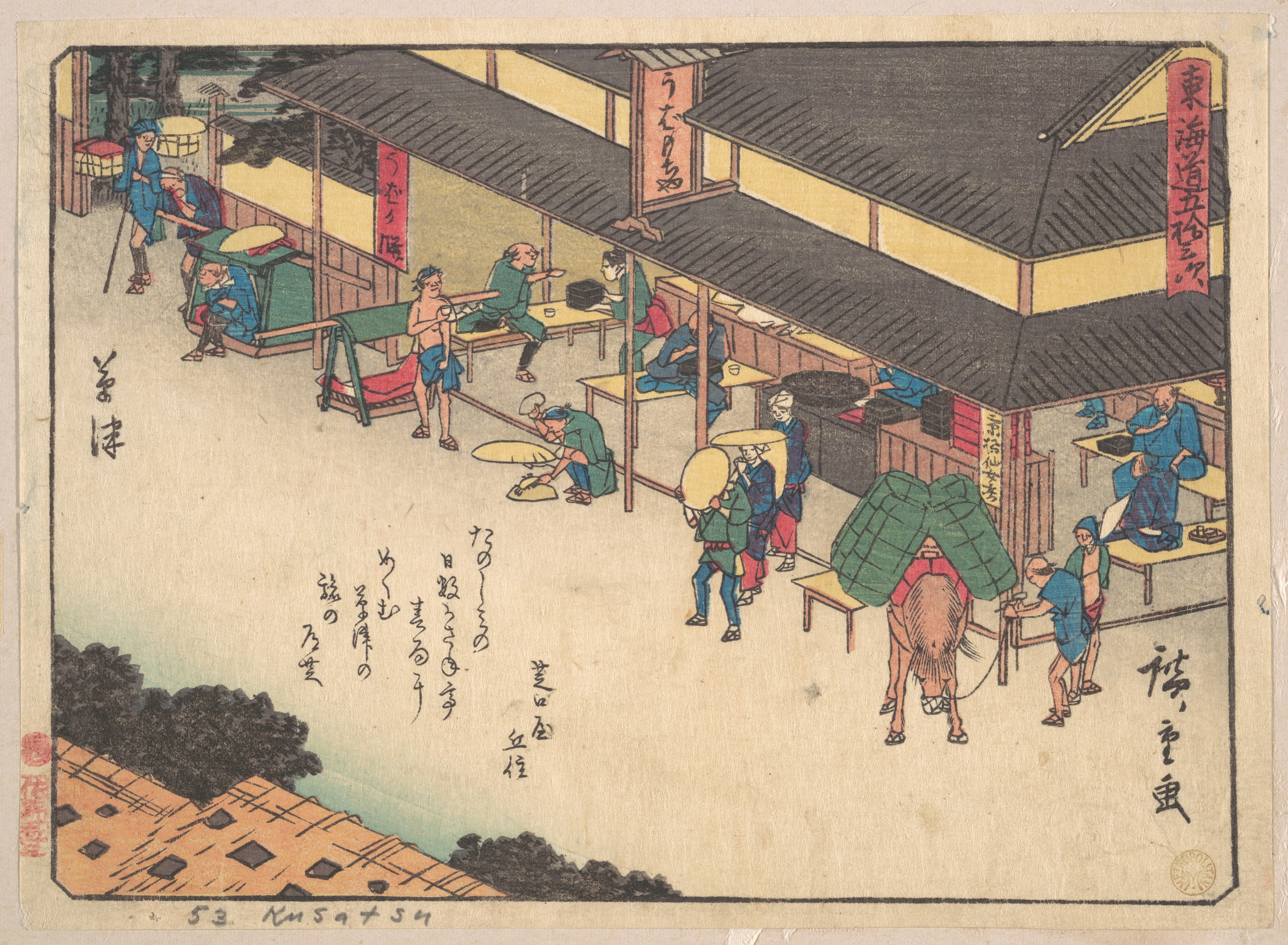
草津宿

- 現在の草津市域は、近江国栗太郡に属した。

### 近世
戦国時代
室町幕府15代目将軍足利義昭と共に京へ上洛した織田信長は、提示された管領または副将軍の職を辞退し、代わりに堺・大津・草津の支配権の承認を求めた。
当時の草津は、東海道・中山道および琵琶湖の湖上交通を結ぶ交通の要衝であり、鉄砲の名産地であり世界的な貿易港としての役割を持つ堺や、京都の外港あるいは衛星都市としての役割を持つ大津と並び重視されていたことが分かる。
江戸時代
江戸時代になると五街道が整備され、市中心部は東海道と中山道の両者にまたがる宿場町（草津宿）として、市南西部の矢橋は東海道の短縮ルートにあたる港町として発展した。

### 沿革
沿革
- 1954年（昭和29年）10月15日 - 栗太郡草津町・笠縫村・老上村・志津村・山田村・常盤村が合併して発足。
- 1956年（昭和31年）9月1日 - 栗太郡栗東町の一部（大字渋川）を編入。
- 1986年（昭和61年）3月24日 - 大津市と境界変更。草津市岡本町の一部を大津市に編入。大津市上田上平野町、上田上桐生町の一部を草津市に編入。

## 行政

### 市長
- 市長：橋川渉（2008年3月21日就任、5期目）

1期目は前市長の任期満了における選挙において、僅差（303票差）で当選。前政策推進部長。選挙では民主党と社民党、対話でつなごう滋賀の会の推薦を得た。対抗候補は、自民党の支持を得た前市長の伊庭嘉兵衛（無所属として出馬）。2期目は無投票で再選。
- 副市長：平沢克俊（2012年4月1日就任）

歴代市長
草津市の歴代市長は下表の通りである。
| 代 | 氏名       | 生年月日       | 投票日         |
| -- | ---------- | -------------- | -------------- |
| 1  | 黒川広太郎 | 1889年05月10日 | 1954年12月03日 |
| 2  | 黒川広太郎 | 1889年05月10日 | 1958年11月27日 |
| 3  | 木村太一郎 | 1903年10月25日 | 1962年11月03日 |
| 4  | 木村太三郎 | 1907年05月03日 | 1965年02月07日 |
| 5  | 木内宗光   | 1913年07月21日 | 1969年01月26日 |
| 6  | 木内宗光   | 1913年07月21日 | 1973年01月28日 |
| 7  | 春日昻郎   | 1925年03月30日 | 1977年01月30日 |
| 8  | 春日昻郎   | 1925年03月30日 | 1981年02月01日 |
| 9  | 髙田三郎   | 1925年04月06日 | 1985年01月27日 |
| 10 | 髙田三郎   | 1925年04月06日 | 1989年01月29日 |
| 11 | 髙田三郎   | 1925年04月06日 | 1993年01月24日 |
| 12 | 古川研二   | 1932年01月25日 | 1995年02月26日 |
| 13 | 古川研二   | 1932年01月25日 | 1997年02月14日 |
| 14 | 芥川正次   | 1958年05月23日 | 2003年02月09日 |
| 15 | 伊庭嘉兵衞 | 1942年05月21日 | 2004年03月21日 |
| 16 | 橋川渉     | 1949年02月12日 | 2008年02月24日 |
| 17 | 橋川渉     | 1949年02月12日 | 2012年02月19日 |
| 18 | 橋川渉     | 1949年02月12日 | 2016年02月21日 |
| 19 | 橋川渉     | 1949年02月12日 | 2020年02月16日 |

## 議会

### 衆議院
- 選挙区：滋賀3区（草津市、守山市、栗東市、野洲市）
- 任期：2021年10月31日 - 2025年10月30日
- 当日有権者数：274,521人
- 投票率：57.43％

| 当落 | 候補者名 | 年齢 | 所属党派     | 新旧別 | 得票数   | 重複 |
| ---- | -------- | ---- | ------------ | ------ | -------- | ---- |
| 当   | 武村展英 | 49   | 自由民主党   | 前     | 81,888票 | ○    |
|      | 直山仁   | 49   | 日本維新の会 | 新     | 41,593票 | ○    |
|      | 佐藤耕平 | 39   | 日本共産党   | 新     | 20,423票 |      |
|      | 高井崇志 | 52   | れいわ新選組 | 前     | 11,227票 | ○    |

## 施設

### 警察
管轄する署
- 滋賀県警察 草津警察署

交番
- 草津駅前交番（草津市渋川）
- 南草津駅前交番（草津市野路）
- 志津交番（草津市青地町）
- 野村交番（草津市野村）
- 矢橋交番（草津市矢橋町）
- 山田交番（草津市北山田町）

駐在所
- 笠縫警察官駐在所（草津市下笠町）
- 常盤警察官駐在所（草津市片岡町）

### 消防
本部
- 湖南広域行政組合
  - 消防・第二次救急医療・屎尿処理を行う。構成は草津市・守山市・栗東市・野洲市。

消防署
- 西消防署（草津市下笠町341-1）
- 南消防署（草津市野路9丁目1-46）

### 医療
主な病院
- 淡海医療センター
- 滋賀県立精神医療センター

### 文化施設
博物館

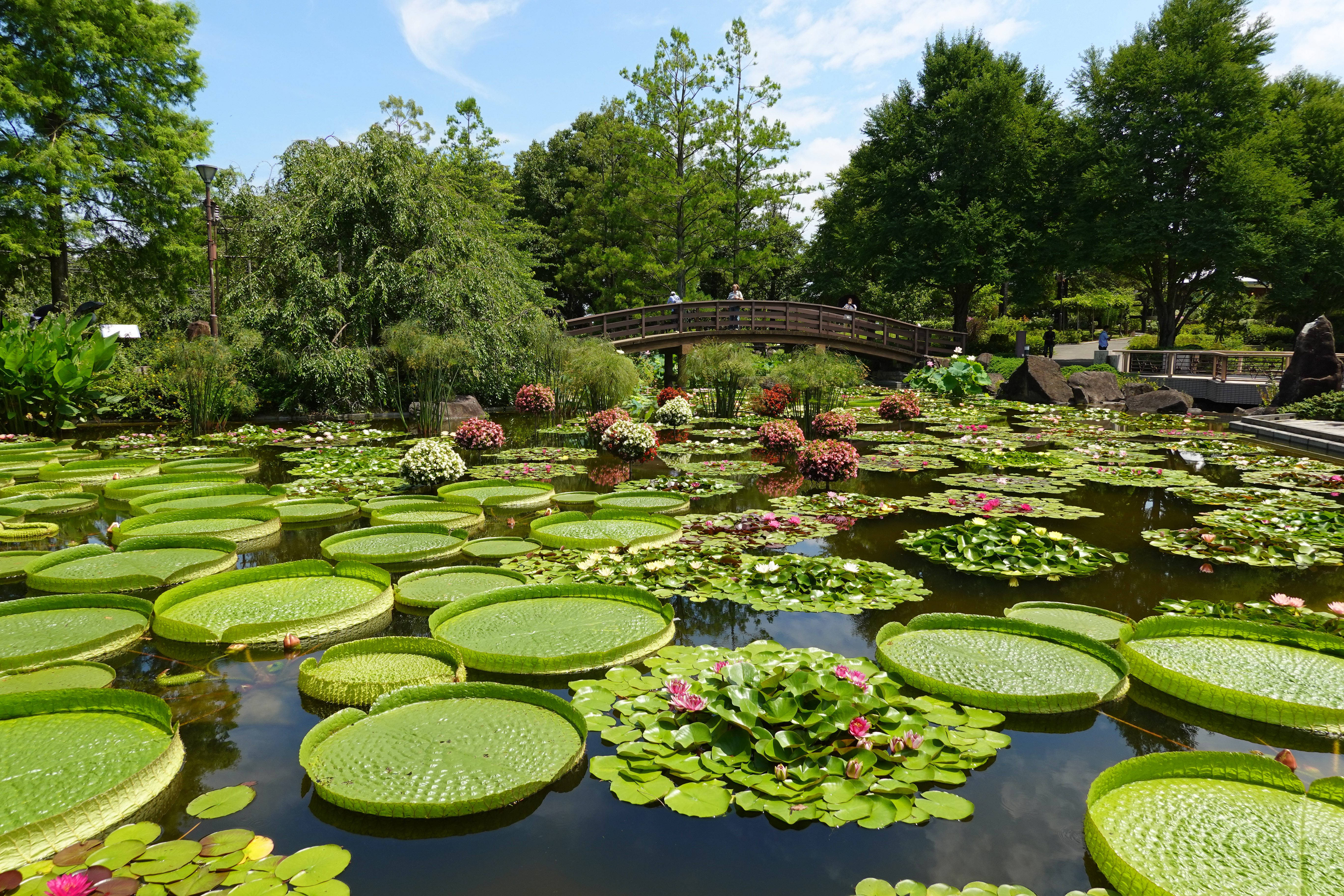
水生植物公園みずの森

- 琵琶湖博物館（湖をテーマにした博物館としては日本で最大規模）
- 水生植物公園みずの森
- 草津市立草津宿街道交流館

#### 図書館
- 草津市立図書館
- 草津市立南草津図書館

#### 文化ホール
- 草津市立草津クレアホール
- 草津市立草津アミカホール

### 市民交流施設
- 草津市立市民総合交流センター

## 対外関係

### 姉妹都市・提携都市

#### 海外
姉妹都市
- ポンティアック市（アメリカ合衆国 ミシガン州）
  - 1978年（昭和53年）- 姉妹都市提携。

提携都市
- 徐匯区（中華人民共和国 上海市）
  - 1990年（平成3年）- 友好都市提携調印。

#### 国内
姉妹都市
- 観音寺市（四国地方 香川県）
  - 1982年（昭和57年）- 俳祖・山崎宗鑑が縁となり、姉妹都市提携。

提携都市
- 草津町（関東地方 群馬県 吾妻郡）
  - 1997年（平成9年）- 友好交流協定締結。

## 経済

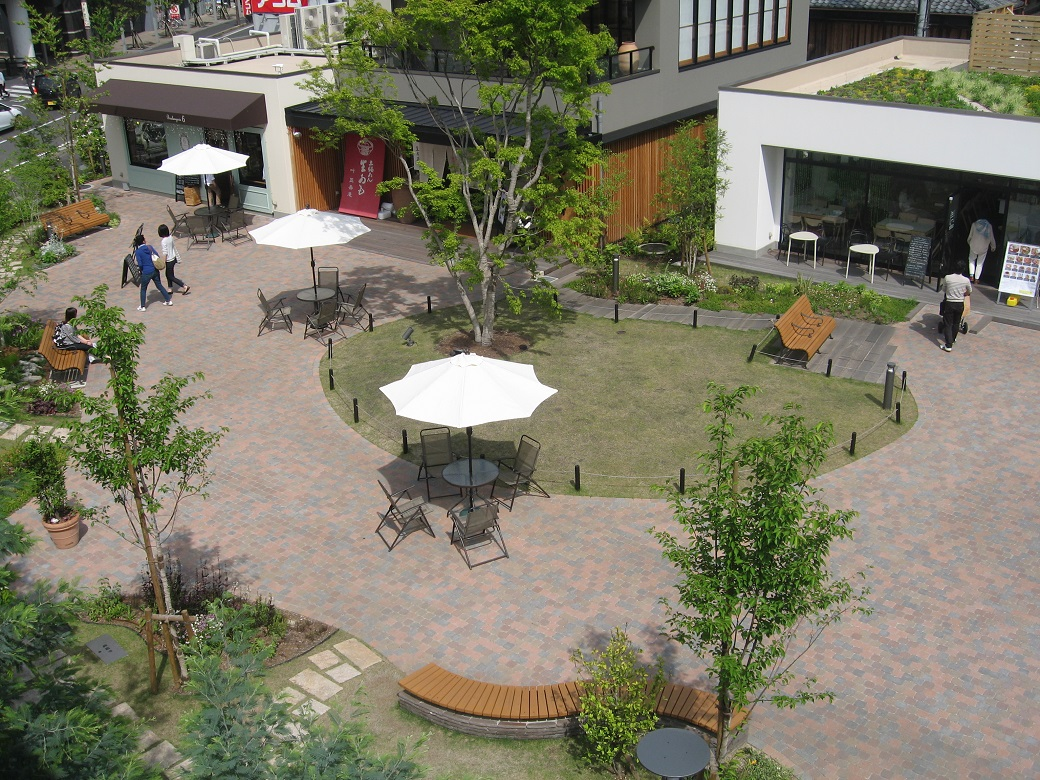
草津駅東口にあるナチュラルガーデンを備えたショップ＆カフェ「niwa+」（ニワタス）

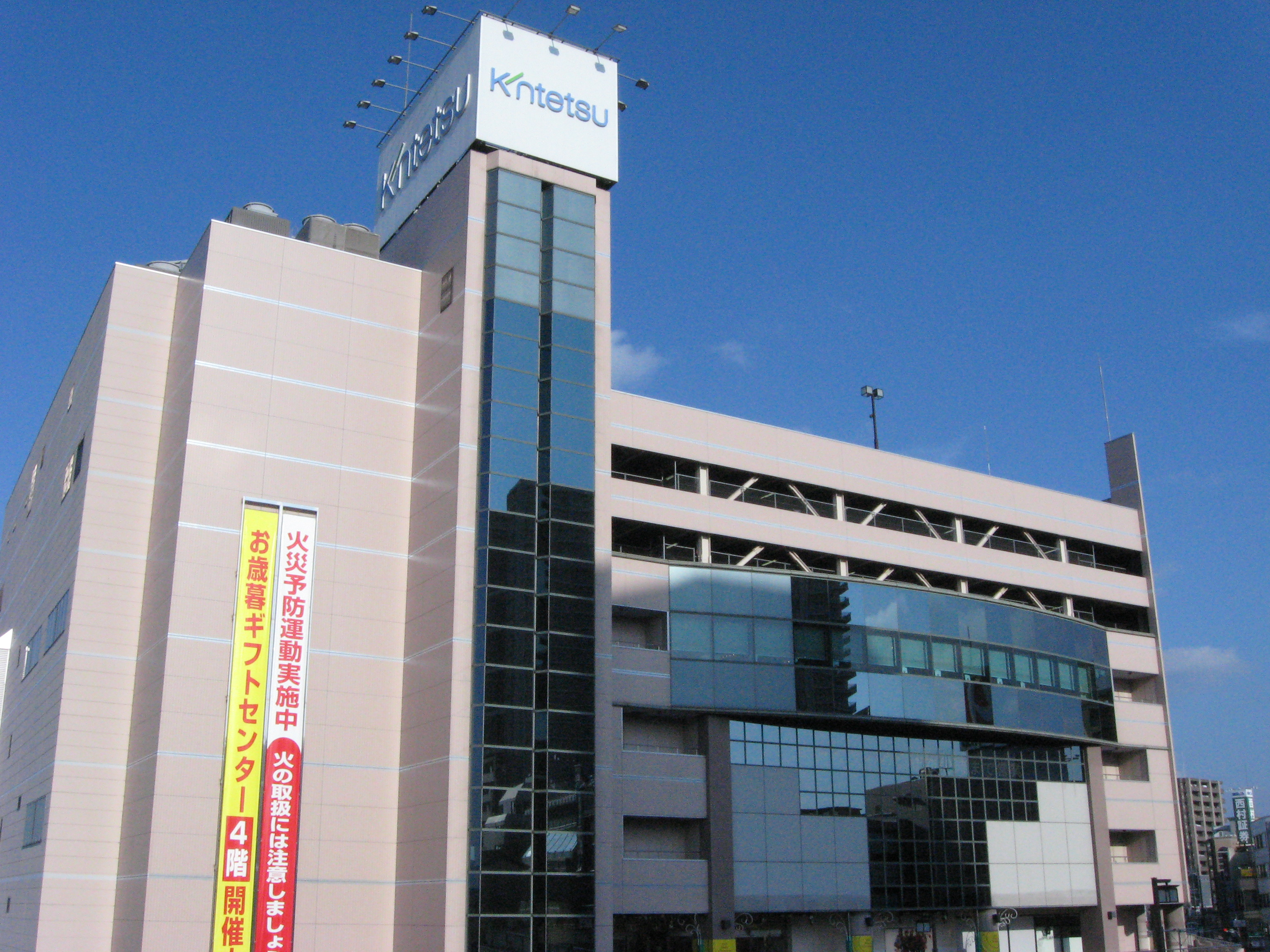
近鉄百貨店草津店（草津駅東口）

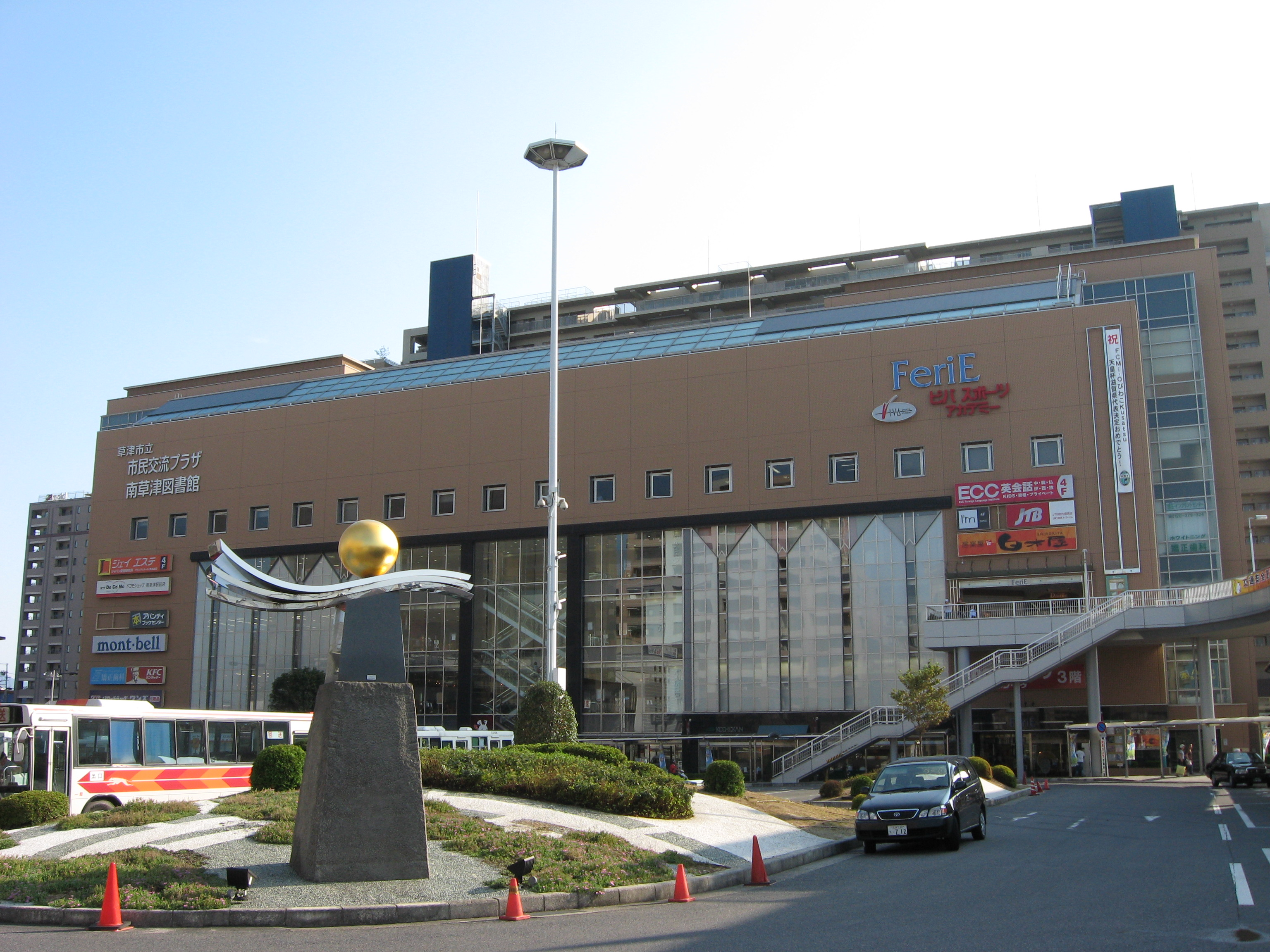
南草津駅東口にある複合商業施設フェリエ南草津

### 第一次産業

#### 漁業
主な漁港
- 志那漁港
- 北山田漁港

### 第二次産業

#### 工業
- 草津電機
- 川重冷熱工業（登記上の本店）
- キヤノンマシナリー（旧 NECマシナリー）
- パナソニック（アプライアンス社）
- イサム塗料
- 日本ガラストロニクス
- 日東電工
- ダイキン工業（滋賀製作所）
- オムロン
- ニプロ
- ニチコン草津
- 和多田印刷

### 第三次産業

#### 商業
主な商業施設
- A-SQUARE（エイスクエア）
- 近鉄百貨店草津店
- イオンモール草津
- エルティ932・ガーデンシティ草津
- niwa+
- フェリエ南草津（複合商業施設）

### 金融機関
銀行
- 三菱UFJ銀行
- 三井住友銀行
- 滋賀銀行
- 関西みらい銀行（旧びわこ銀行）
- 京都銀行
- 福井銀行

同組織金融機関
- 京都信用金庫
- 京都中央信用金庫
- 滋賀中央信用金庫
- レーク滋賀農業協同組合（JAレーク滋賀）［旧JA草津市］
- 近畿労働金庫

日本郵政
- ゆうちょ銀行（郵便局）

### 拠点を置く企業
- 綾羽工業
- パナソニック アプライアンス社 ※パナソニックの社内分社のひとつ。
- オムロン
- キヤノンマシナリー
- 日本電気硝子 精密ガラス加工センター
- 舞鶴倉庫
- 西濃運輸
- ニチコン草津
- 中野製薬
- ダイキン工業
- 川重冷熱工業
- オウミ住宅 本社
- アイフル コールセンター
- 近商物産
- パインアメ 滋賀工場
- ニプロ
- タカラバイオ 本社

## 教育

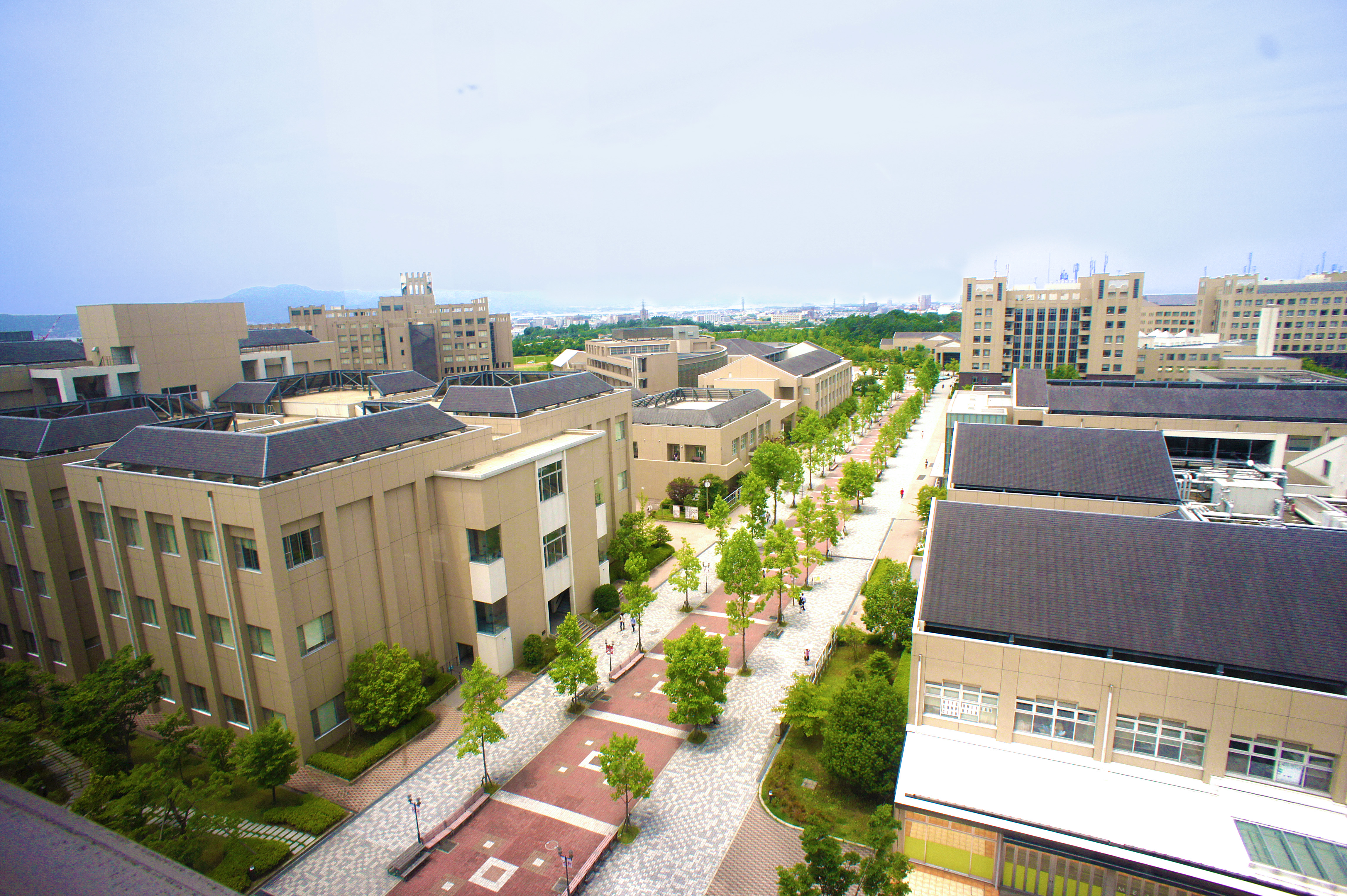
立命館大学（BKC）

### 大学
私立
- 立命館大学 びわこ・くさつキャンパス (BKC) （学校法人立命館）

### 高等学校
県立
- 滋賀県立草津高等学校
- 滋賀県立草津東高等学校
- 滋賀県立玉川高等学校
- 滋賀県立湖南農業高等学校

私立
- 光泉カトリック高等学校（学校法人聖パウロ学園）
- 綾羽高等学校（学校法人綾羽育英会）

### 中学校
市立
- 草津市立草津中学校
- 草津市立高穂中学校
- 草津市立老上中学校
- 草津市立松原中学校
- 草津市立玉川中学校
- 草津市立新堂中学校

私立
- 光泉カトリック中学校（学校法人聖パウロ学園）

### 小学校
市立
- 草津市立草津小学校
- 草津市立草津第二小学校
- 草津市立渋川小学校
- 草津市立矢倉小学校
- 草津市立老上小学校
- 草津市立老上西小学校
- 草津市立玉川小学校
- 草津市立志津小学校
- 草津市立志津南小学校
- 草津市立南笠東小学校
- 草津市立山田小学校
- 草津市立笠縫小学校
- 草津市立笠縫東小学校
- 草津市立常盤小学校

### 幼児教育

#### 幼稚園
市立
- 草津市立志津幼稚園
- 草津市立中央幼稚園
- 草津市立大路幼稚園
- 草津市立老上幼稚園
- 草津市立玉川幼稚園
- 草津市立山田幼稚園
- 草津市立笠縫幼稚園
- 草津市立笠縫東幼稚園
- 草津市立常盤幼稚園

私立
- 信愛幼稚園
- 草津幼稚園
- 若竹幼稚園
- 草津カトリック幼稚園
- 光泉カトリック幼稚園

#### 保育園
市立
- 草津市立草津保育所
- 草津市立草津第二保育所
- 草津市立第三保育所
- 草津市立第四保育所
- 草津市立第五保育所
- 草津市立第六保育所

私立
- 社会福祉法人 草津保育園
- あさひ保育園
- みのり保育園
- 志津保育園
- すぎのこ保育園
- あゆみ保育園（本園）
- 渋川あゆみ保育園（分園）
- 草津大谷保育園
- くるみこども園
- 緑波くるみ保育園（本園）
- 若草くるみこども園（分園）
- PureKidsみのり保育園
- ののみち保育園
- さくら坂保育園（本園）
- さくら坂南保育園（分園）
- くさつ優愛保育園モンチ
- 第二博愛保育園
- 野路保育園
- 幼児教育実践研究センター・桜ヶ丘保育園
- ちびっこハウス プティット
  - 草津ルーム
  - 南草津ルーム
- マーマ京滋オフィス豆の木
- KIDS豆の木
- 株式会社湖光SKY/湖光ポケット
- NPO法人こどもネットワークセンター天気村
- こども園そら
- キンダーホーム
- くじら小規模保育園
- 豆の木保育園

### こども園

#### 認定こども園
- 矢倉こども園(旧草津市立矢倉幼稚園)
- 志津こども園
- 草津中央おひさまこども園
- 矢橋ふたばこども園
- 老上こども園
- 玉川こども園
- 山田こども園
- 笠縫こども園
- 笠縫東こども園
- 常盤こども園

### 特別支援学校
県立
- 滋賀県立草津養護学校（小・中・高）

### 職業能力開発校
県立
- 滋賀県立草津高等技術専門校（職業能力開発促進法に基づく職業能力開発校）

## 交通

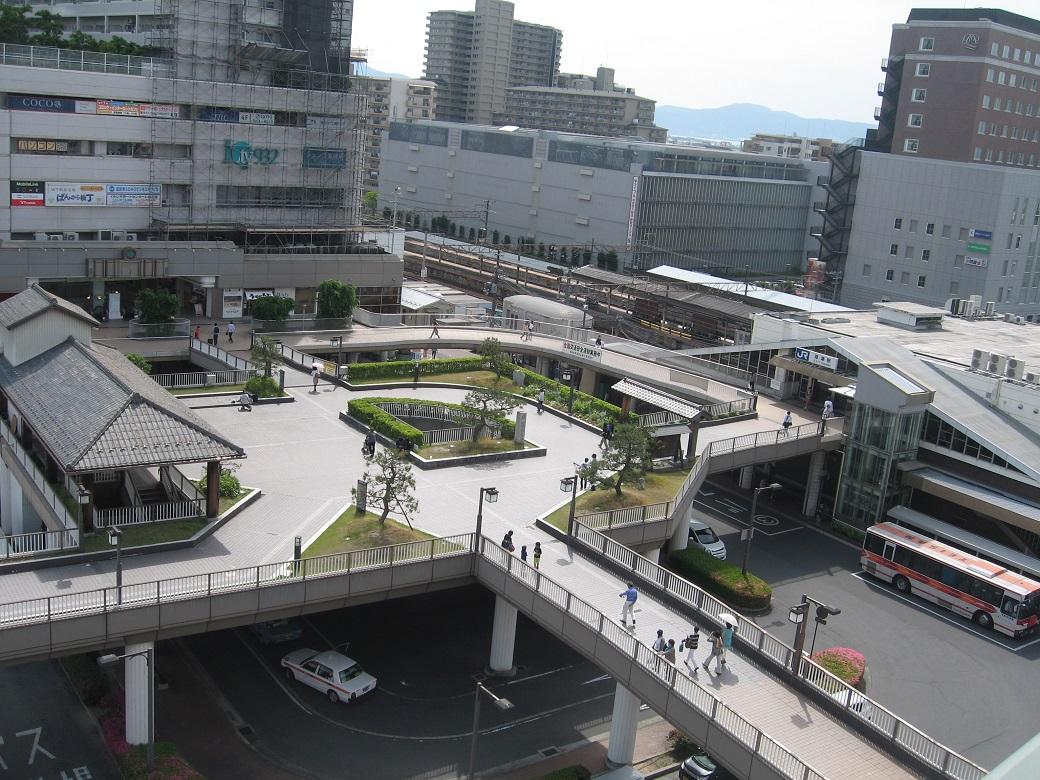
草津駅の東口風景

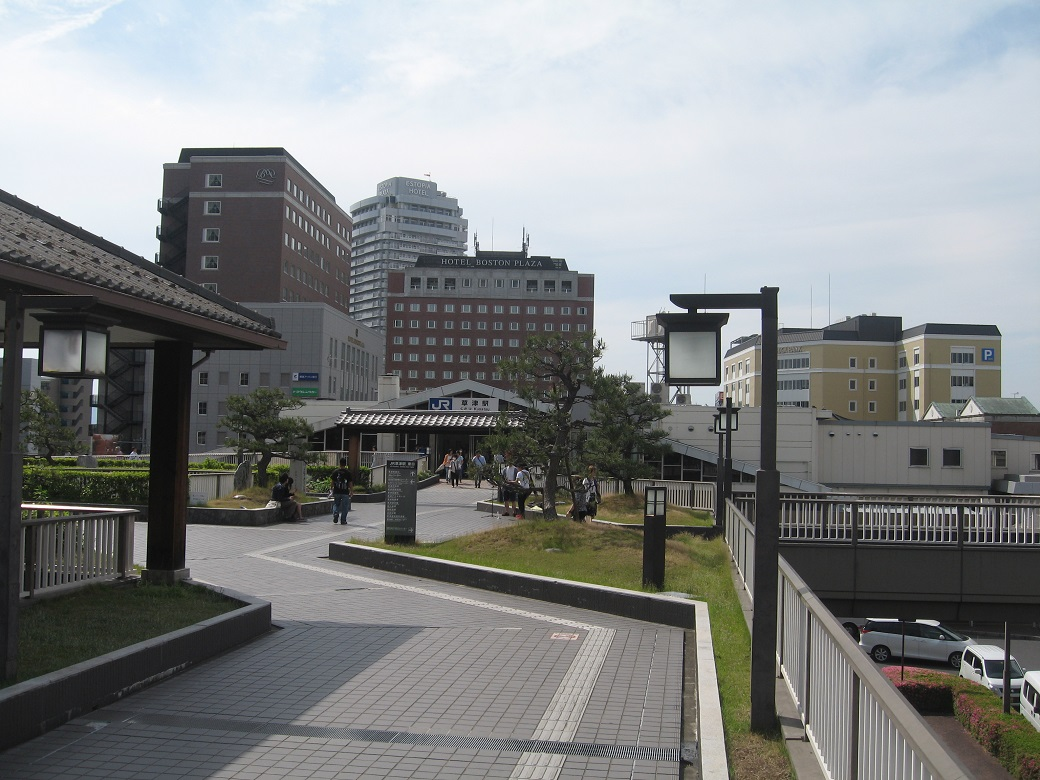
ペデストリアンデッキより草津駅東口を望む

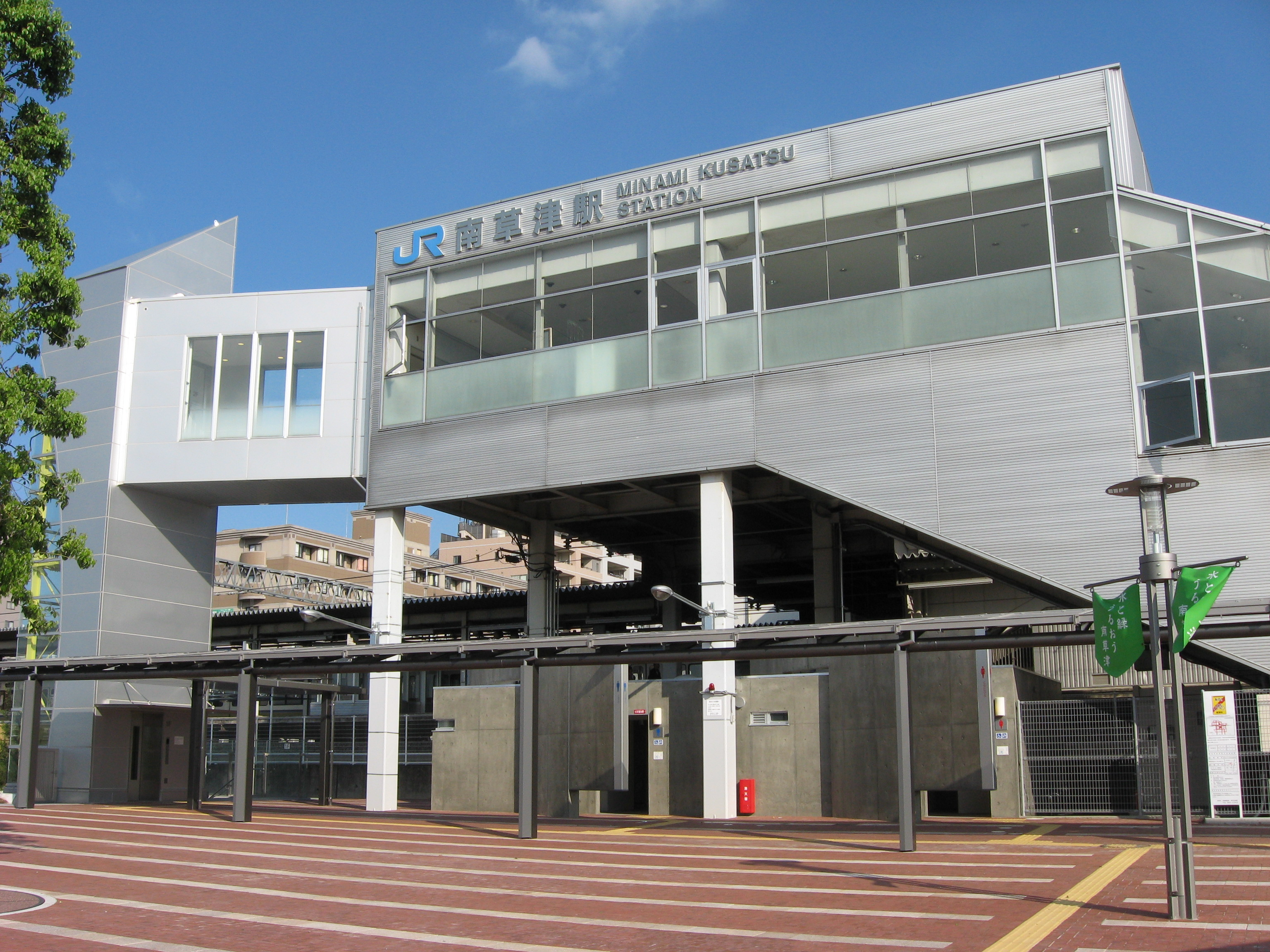
南草津駅。乗降客数は草津駅を上回り滋賀県下1位である。駅周辺には立命館大学・パナソニック・ダイキン工業・ニプロなどが立地する。

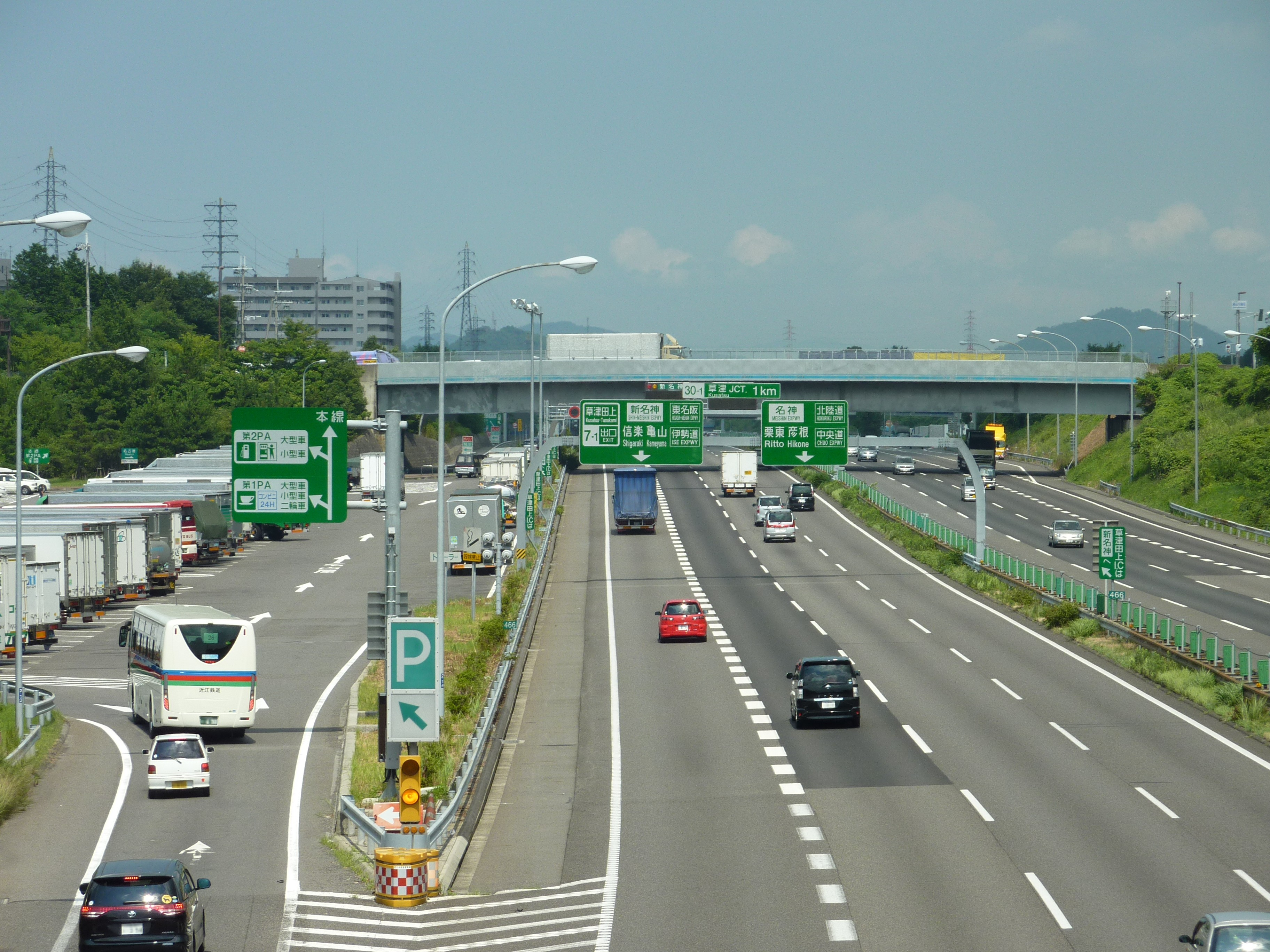
草津PA付近

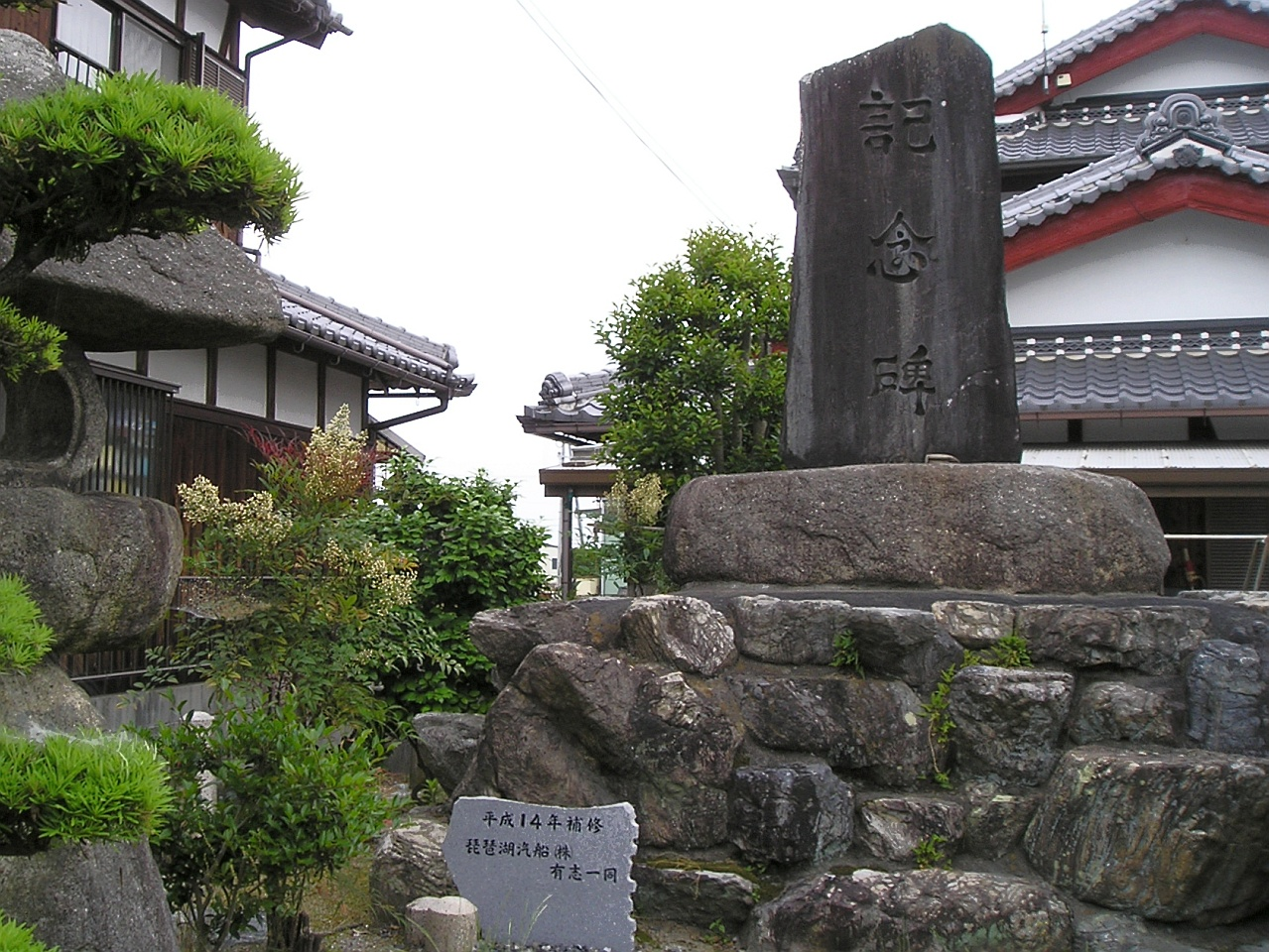
山田航路の開設に尽力した杉江善右衛門の記念碑（山田港跡付近）

### 鉄道
中心となる駅：草津駅
西日本旅客鉄道（JR西日本）
- 東海道本線（琵琶湖線）：南草津駅 - 草津駅
- 草津線：草津駅

### バス

#### 路線バス
- 帝産湖南交通
- 近江鉄道バス
- 滋賀バス
- まめバス （コミュニティバス）
- くりちゃんバス （栗東市のコミュニティバス、草津駅に乗り入れ）

### 道路

#### 高速道路
- 名神高速道路
  - 草津パーキングエリア
  - 草津ジャンクション
- 新名神高速道路（大津連絡路）
  - 草津JCT
  - 草津田上インターチェンジ

#### 国道
- 国道1号
- 国道8号（国道1号と重複）

#### 県道
主要地方道
- 県道2号大津能登川長浜線
- 県道4号草津伊賀線
- 県道18号大津草津線（大津湖南幹線）
- 県道26号大津守山近江八幡線（浜街道）
- 県道31号栗東志那中線
- 県道42号草津守山線（大津湖南幹線）
- 県道43号平野草津線

一般県道
- 県道108号南郷桐生草津線
- 県道113号石部草津線
- 県道116号六地蔵草津線
- 県道141号山田草津線
- 県道142号草津停車場線
- 県道143号下笠大路井線
- 県道145号片岡栗東線
- 県道342号草津田上インター線
- 県道559号近江八幡大津線 - 琵琶湖湖岸管理用道路（さざなみ街道）

### 道の駅
- 道の駅草津

### 航路

#### 港湾
遊覧航路については、かつては琵琶湖博物館への定期航路が運航されていた。
一般航路（生活航路）については、かつては大津港と当市を結ぶ旅客航路である山田航路や穴村航路が運航されていたが、1968年に前者が廃止されて以降は運航されていない。

## 観光

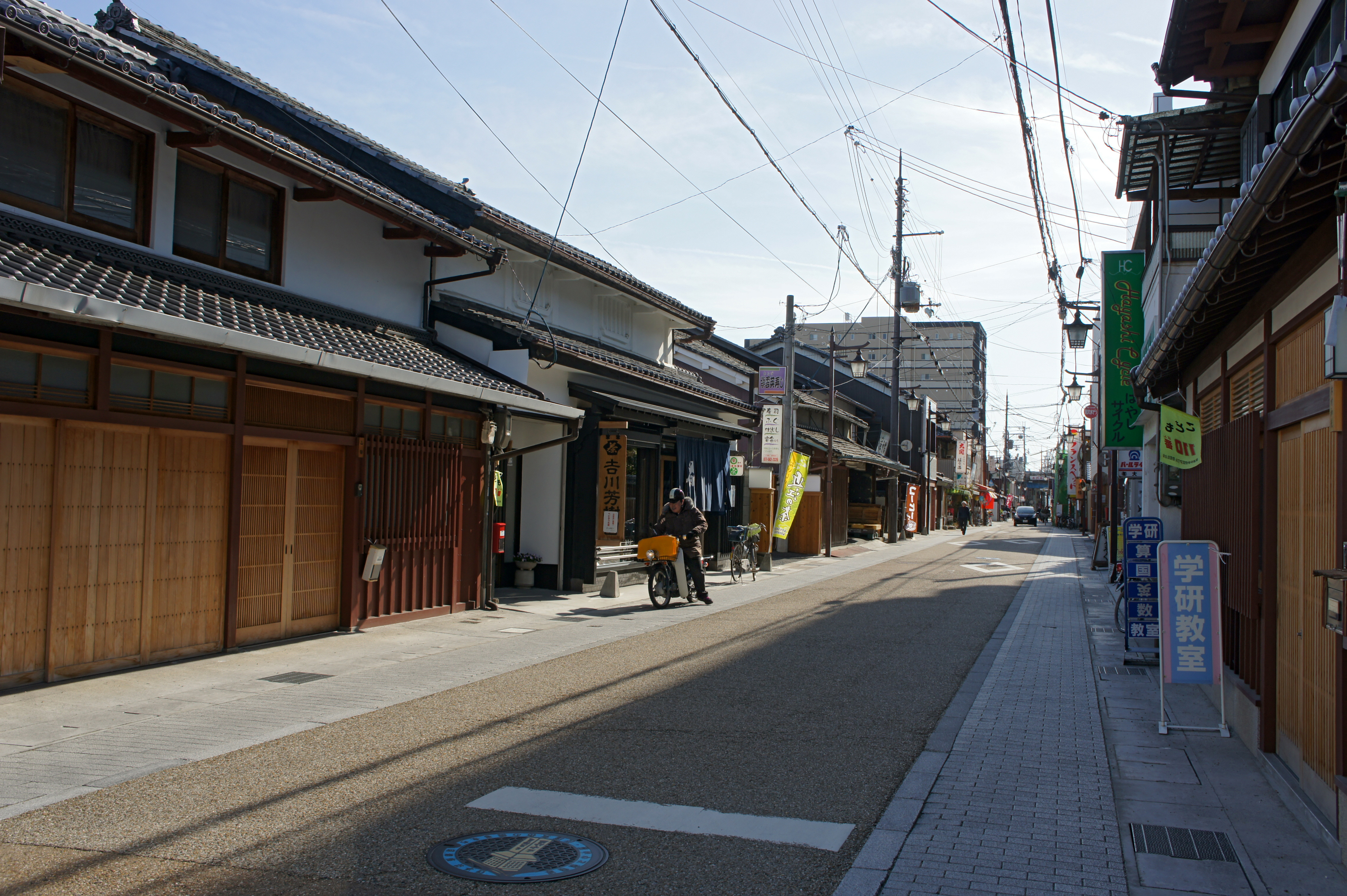
草津宿

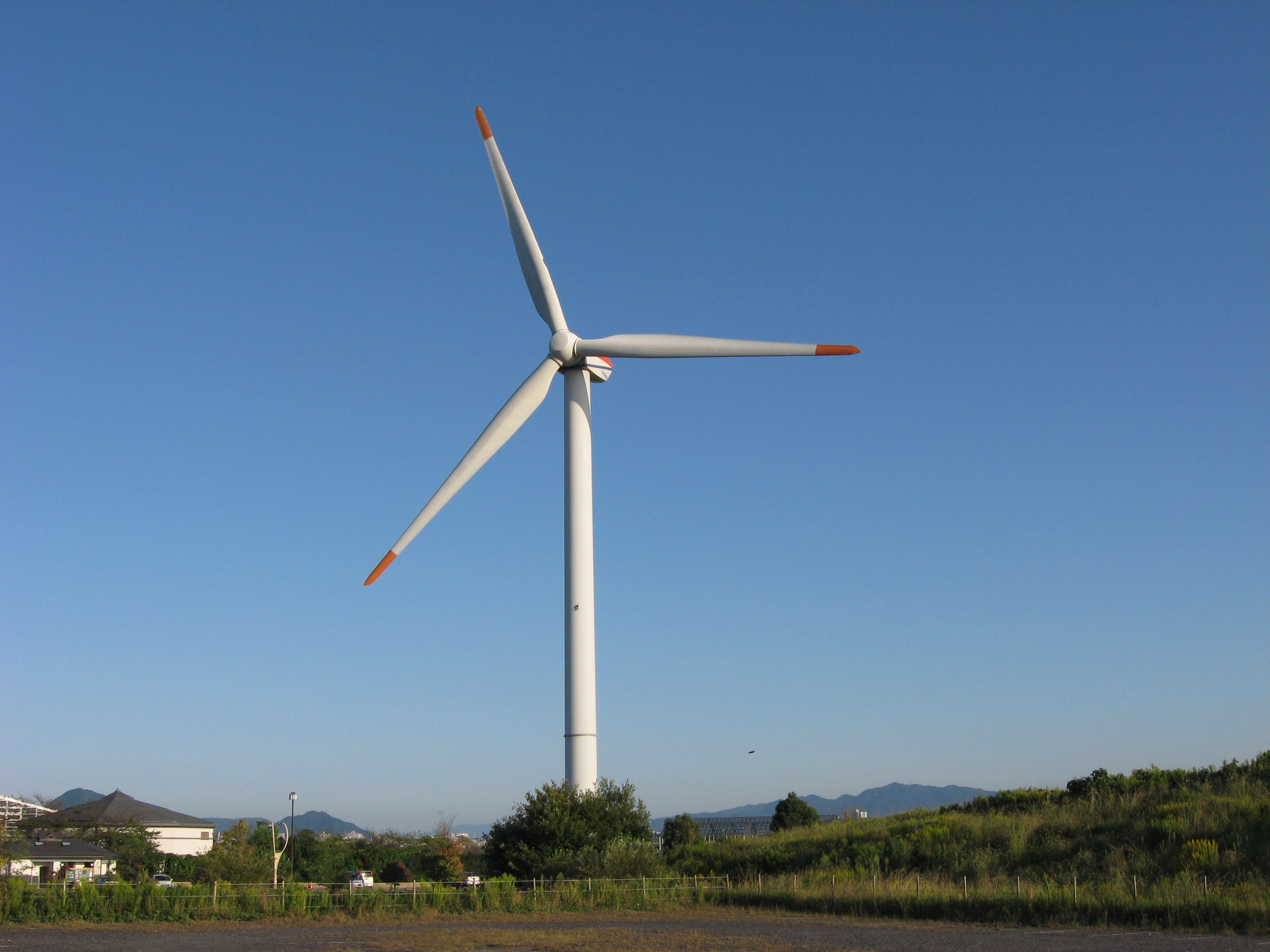
くさつ夢風車(廃止)

### 名所・旧跡
主な寺院
- 芦浦観音寺（国の史跡）
- 清浄寺

主な神社
- 印岐志呂神社
- 小槻神社
- 伊砂砂神社
- 立木神社
- 老杉神社
- 三大神社
- 小汐井神社

宿場
- 東海道・中山道：草津宿
  - 草津宿本陣（国の史跡）

主な史跡
- 清宗塚：祀られている平清宗は平氏の棟梁であった平宗盛の長子で、平清盛の孫にあたる。
- 遊女梅川の墓：近松門左衛門の冥途の飛脚のモデルの遊女（あそびめ）梅川の菩提寺（清浄寺）、梅川終焉の地（旧 十王堂）

### 観光スポット
- 矢橋帰帆島
  - 近江八景のひとつ「矢橋帰帆」（やばせのきはん）ゆかりの地。 ※矢橋および近江八景も参照。
- 野路の玉川：日本六玉川のひとつ

## 文化・名物

### 祭事・催事
- イナズマロックフェス

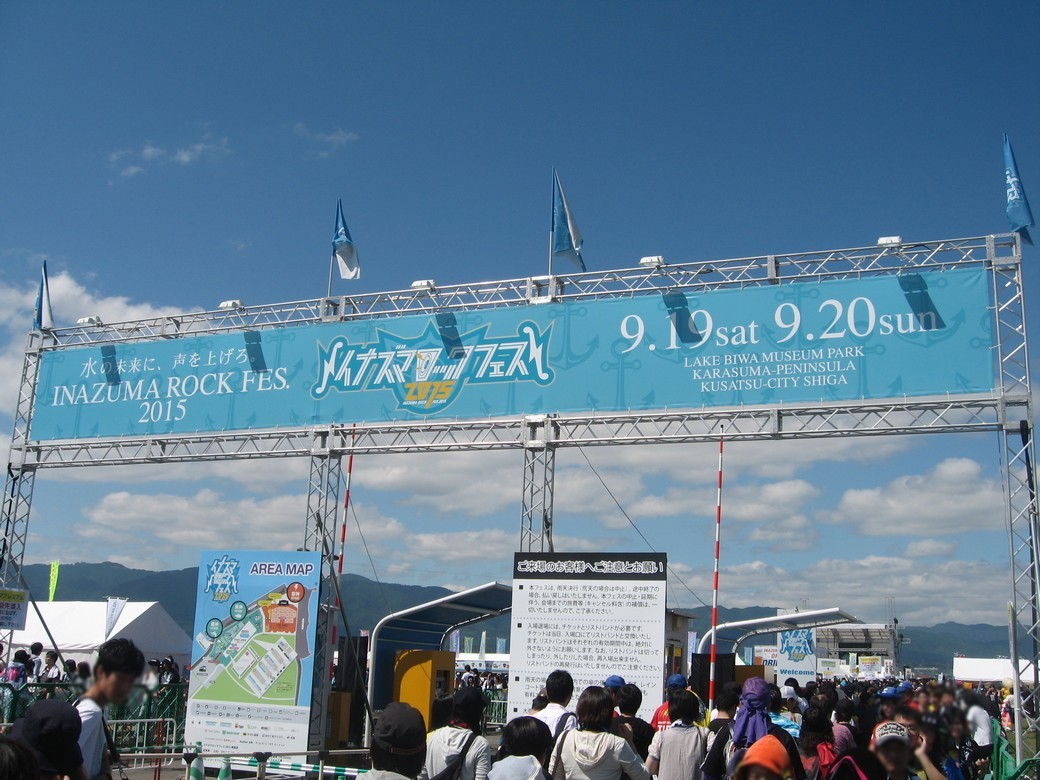
イナズマロックフェス

  - 烏丸半島で行われる西日本最大級の屋外音楽イベント。敬老の日又は秋分の日を含む三連休以上の初日と2日目に開催。
- 草津宿場まつり
  - 草津宿本陣・旧草津川・商店街一帯で行われる時代行列を中心としたイベント。毎年ゴールデンウィーク前半に開催。
- クリスマスブーツギャラリー
  - 草津市がクリスマスブーツ発祥の地とされることを記念して開催されている[11][12]。

### 名産・特産
- うばがもち（姥が餅） - 永禄年間（1558年 - 1570年）、織田信長によって滅ぼされた佐々木家義賢の曾孫が「福井との」という乳母に預けられた際、曾孫の養育のため乳母が東海道沿いに餅屋を開き、餅を売ったのが起源とされる[13]。
- 草津メロン - JAレーク滋賀が栽培、検査、出荷、販売を管理する、メロンのブランドである[14][15]。
- アオバナ（ツユクサ）を用いた商品。
- 竹根鞭細工 - 平安時代以来の歴史を持つ、県知事指定滋賀県伝統工芸品。戦前には欧米にも輸出され、チャールズ・チャップリンも愛用していた[16]。

### スポーツ

#### サッカー
- レイラック滋賀FC（JFL）

## 出身関連著名人
歴史上の人物
- 長束正家 - 豊臣政権の五奉行の一人、水口岡山城の城主。

学者・教育者
- 慈音尼兼葭 - 僧侶
- 木内石亭 - 石の博士。
- 北川静里 - 小学校の必要性を訴え、滋賀県の初等教育設立に尽力。
- 小野秀雄 - 新聞学の父。
- 中野冨美 - 女子教育の発展に尽くした。
- 田畑忍 - 憲法学者。
- 辻誠一郎 - 歴史学者。東京大学名誉教授。

実業家
- 木村熊次郎 - 竹根鞭細工を日本国外にも広めた。
- 南新助 - 南洋軒グループ（うばがもちや他）・日本旅行（旅行会社の先駆け）などの創業者。
- 吉田虎之助 - 淡水真珠養殖の父

芸術家
- 横井金谷 - 画家。「放浪の南画僧」。
- 野添平米 - 画家。風景画を愛した。
- 山崎宗鑑 - 戦国時代の連歌師・俳諧作者。本名：志那範重（通称：弥三郎）戦国時代の連歌師・俳諧作者。 ※出自については諸説ある。

芸能
- UVERworld - ロックバンド
- 桂亜沙美 - タレント
- 倉本清子（和希沙也） - タレント・グラビアアイドル
- SHIHO - ファッションモデル
- 新庄真一 - ミュージカル俳優
- 鷹翔千空 - 宝塚歌劇団宙組男役
- 高山美香 - 翻訳家
- 武元唯衣 - アイドル、櫻坂46のメンバー
- 七菜香 - タレント・ファッションモデル
- 能政夕介 - フリーアナウンサー
- 野村正育 - アナウンサー（NHKエグゼクティブアナウンサー）
- ほぶらきん - ロックバンド
- 水野晶子 - フリーアナウンサー
- ムーディ勝山 - お笑いタレント
- 山崎まさよし - シンガーソングライター

スポーツ選手
- 若原智哉 - サッカー選手
- 中野桂太 - サッカー選手
- 村瀬和隆 - 元サッカー選手
- 高阪剛 - 元総合格闘家
- 高畠佳介 - バスケットボール選手
- 左官磨育 - 元バスケットボール選手
- 坊野明里 - 元バレーボール選手
- 松田宣浩 - 元プロ野球選手
- 松村豊司 - 元プロ野球選手
- 石川駿 - 元プロ野球選手
- 大鳴門灘右エ門 (1887年生) - 元力士
- 山本亜美 - 陸上競技選手

その他
- 若林盛亮 - よど号ハイジャック事件犯人（よど号グループ）のメンバー

### 団体

#### KUSATSU BOOSTERS
草津市にゆかりのある各界の著名人で構成されたPR集団である。草津市のイメージや認知度アップのために、情報発信や様々な活動を行い、草津市を応援している。団体や草津市出身以外の草津市在住者もメンバーとなっている。なお、当項では現在のメンバーと過去のメンバーに分けて紹介する。

##### 現在
- 我孫子智美
- 石川駿
- おおのこうすけ
- 木村朱里
- GINLALA
- 高阪剛
- 佐合井マリ子
- 詩音
- 滋賀レイクスターズ
- SHIHO
- 秀蓮
- 世武裕子
- 高橋繁浩
- たび丸
- ドンペイ
- 平田ゆり
- ファミリーレストラン
- 堀井和美
- 牧田もりかつ
- 松田宣浩
- 松村豊司
- ムーディ勝山
- 薬師寺利弥
- 山崎まさよし
- 山本亜美
- 横江豊
- レイラック滋賀FC

（出典：）

##### 過去
- 桂亜沙美
- 七菜香
- フルーレット
- 安原綾菜
- 山崎まさよし

（出典：）